# La voce del silenzio (libro)
La Voce del Silenzio è un testo scritto da Helena Petrovna Blavatsky a Fontainebleau, e pubblicato nel 1889, che tratta dei principi della Teosofia.
L'autrice stessa è infatti la fondatrice della Società Teosofica, ed affermava di aver preso il contenuto del libro traendolo da un manoscritto rinvenuto in Tibet, lo stesso da cui furono tratte anche le Stanze di Dzyan.

## Contenuto
(H.P. Blavatsky)
Il testo si compone di tre raccolte di frammenti, recuperati dalla stessa fonte:
- La Voce del Silenzio, contenuto principale dell'opera, basato in realtà su una traduzione del Libro dei Precetti Aurei, testo fondante del buddismo tibetano, da lei conosciuto nei suoi viaggi in Tibet;
- I Due Sentieri;
- Le Sette Porte.

Il Libro dei Precetti d'Oro avrebbe, secondo la Blavatsky, la stessa origine dell'opera mistica intitolata Paramarthā che, secondo la leggenda di Nagarjuna, gli uomini serpente chiamati Naga avrebbero consegnato al supremo Arhat.
Scritto interamente nella tradizione delle filosofie orientali, l'opera presenta numerosi paralleli con l'induismo dei Veda, soprattutto con le Upanishad, ma anche con la Bhagavad Gita. Lo studioso zen Daisetsu Teitarō Suzuki ha descritto il libro come rispondente al vero insegnamento Mahayana: «Senza dubbio, Helena Blavatsky era stata in qualche modo iniziata al lato più profondo dell'insegnamento Mahayana e poi ha trasmesso al mondo occidentale ciò che riteneva saggio…».

### La Voce del Silenzio
Questa prima parte descrive il cammino spirituale che un discepolo deve percorrere. Le tappe di questo percorso corrispondono al lavoro su se stessi per eliminare i vizi e superare l'inganno della Maya. Dopo aver vinto se stessi, non esiste più propriamente una via da percorrere. La coscienza della propria individualità viene perduta, e il discepolo raggiunge l'unità col tutto.

### I due Sentieri
Una volta raggiunta l'unità, si presentano due opzioni: la prima è abbandonare per sempre la ruota della rinascita. La seconda è ritornare di propria spontanea volontà per aiutare gli altri nel loro cammino; quest'ultima, indescrivibilmente più difficile, è anche la più nobile.

### Le Sette Porte
Ancor prima che l'unità possa essere raggiunta, è necessario saper padroneggiare sette virtù di perfezione: la volontà di donarsi costantemente, l'equilibrio, l'imperturbabilità, l'imparzialità, la forza, la contemplazione e la saggezza.

## Fortuna
Il Dalai Lama, tradizionalmente ben disposto verso gli insegnamenti della teosofia, ha scritto nel 1989 una prefazione a una nuova traduzione del libro, in occasione del centenario della sua pubblicazione, come espressione del proprio consenso.
Il titolo del libro The Voice of the Silence è citato anche nel Paradiso perduto di Henry Miller.